# Vallecorsa
Vallecorsa is een gemeente in de Italiaanse provincie Frosinone (regio Latium) en telt 3024 inwoners (31-12-2004). De oppervlakte bedraagt 39,7 km², de bevolkingsdichtheid is 80 inwoners per km².

## Demografie
Vallecorsa telt ongeveer 1277 huishoudens. Het aantal inwoners daalde in de periode 1991-2001 met 10,7% volgens cijfers uit de tienjaarlijkse volkstellingen van ISTAT.
| Jaar | Inwoneraantal |
| ---- | ------------- |
| 1991 | 3489          |
| 2001 | 3115          |

## Geografie
De gemeente ligt op ongeveer 350 m boven zeeniveau.
Vallecorsa grenst aan de volgende gemeenten: Amaseno, Castro dei Volsci, Fondi (LT), Lenola (LT), Monte San Biagio (LT).

## Externe link

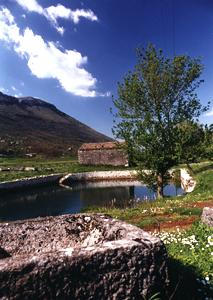
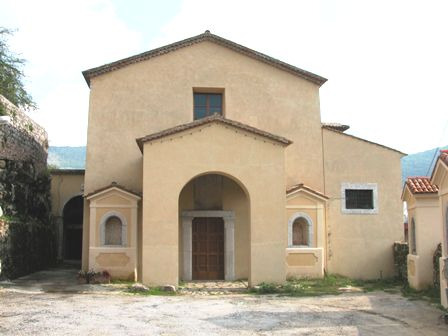
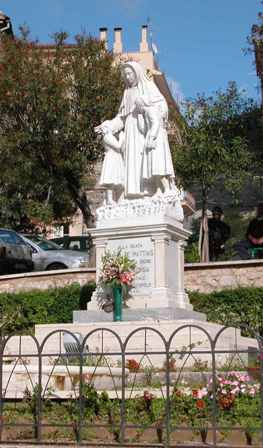
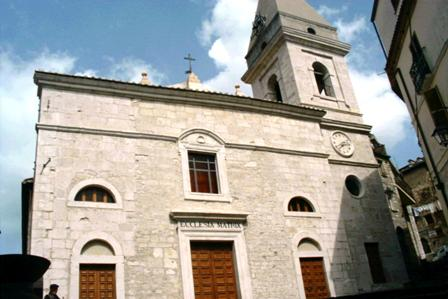